# جشن فارغ‌التحصیلی

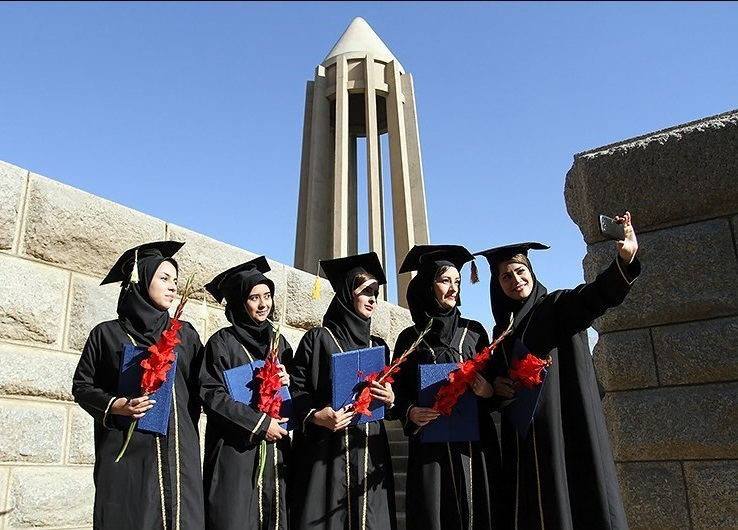
شرکت‌کنندگان جشن فارغ‌التحصیلی دانشگاه این‌سینا

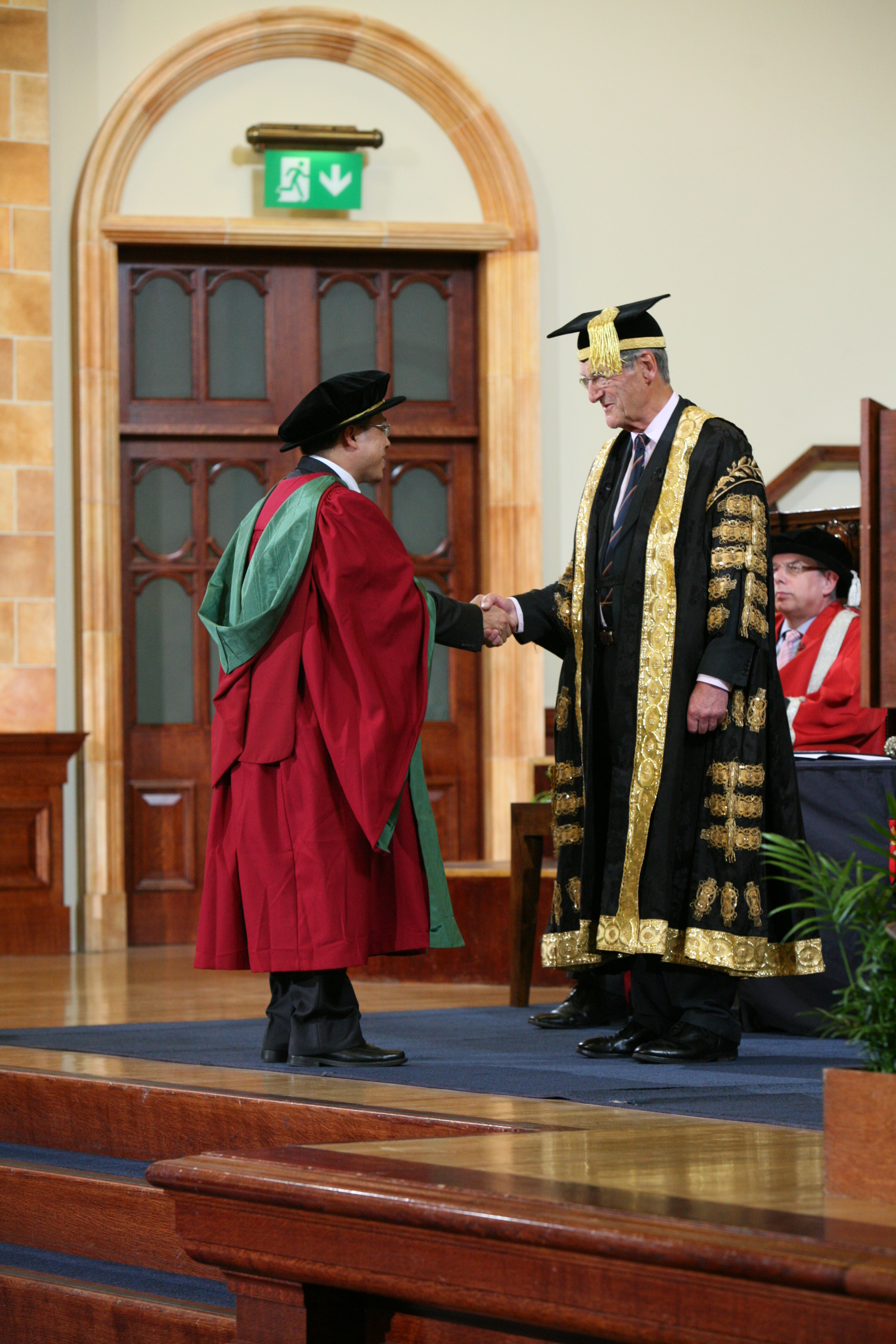
دانش‌آموخته دکتری در دانشگاه بیرمنگام با رئیس دانشگاه دست می‌دهد.

جشن فارغ‌التحصیلی مراسمی رسمی است که در آن نو دانش‌آموختگان یک دانشگاه گردهم می‌آیند و مدرک خود را از مقامات عالیرتبه دانشگاه دریافت می‌کنند. این مراسم در سالنی بعنوان سالن جشن فارغ‌التحصیلی برگزار می‌شود و دانش‌آموختگان و مقامات دانشگاهی لباس‌های یکسان و ویژه‌ای می‌پوشند و کلاه‌های خاصی بر سر می‌گذارند که به آن لباس دانشگاهی گفته می‌شود.